# Zikanita
Zikanita is een kevergeslacht uit de familie van de boktorren (Cerambycidae). De wetenschappelijke naam van het geslacht werd voor het eerst geldig gepubliceerd in 1943 door Lane.

## Soorten
Zikanita omvat de volgende soorten:
- Zikanita argenteofasciata (Tippmann, 1960)
- Zikanita biocellata (Tippmann, 1960)
- Zikanita perpulchra Lane, 1943
- Zikanita plumbea Machado & M. L. Monné, 2011